# Марія Павліду
Марія Павліду (нар. 20 січня 1978) — колишня грецька тенісистка.
Найвищу одиночну позицію світового рейтингу — 539 місце досягла 4 лютого 2002, парну — 359 місце — 8 жовтня 2001 року.
Здобула 5 парних титулів.

## Фінали ITF

### Одиночний розряд: 2 (0–2)
| Результат | Ранг | Дата            | Турнір             | Покриття | Суперниця       | Рахунок       |
| --------- | ---- | --------------- | ------------------ | -------- | --------------- | ------------- |
| Поразка   | 1.   | 20 травня 2001  | Тель-Авів, Ізраїль | Тверде   | Cheli Bargil    | 6–3, 4–6, 3–6 |
| Поразка   | 2.   | 30 вересня 2001 | Касторія, Греція   | Ґрунт    | Каріна Якобсґор | 1–6, 1–6      |

### Парний розряд: 11 (5–6)
| Результат | Ранг | Дата            | Турнір                        | Покриття | Партнерка       | Суперниці                             | Рахунок               |
| --------- | ---- | --------------- | ----------------------------- | -------- | --------------- | ------------------------------------- | --------------------- |
| Перемога  | 1.   | 28 червня 1998  | Кавала, Греція                | Тверде   | Река Відатс     | Бранка Бойович Еваґелія Руссі         | 6–1, 6–1              |
| Перемога  | 2.   | 28 травня 2000  | Тель-Авів, Ізраїль            | Тверде   | Сімона Аргіре   | Олена Воропаєва Ірина Корнієнко       | 6–1, 6–2              |
| Поразка   | 1.   | 8 жовтня 2000   | Ф'юмічіно, Італія             | Ґрунт    | Асіміна Каплані | Мартіна Бабакова Скарлетт Вернер      | 1–4, 4–1, 2–4         |
| Поразка   | 2.   | 15 жовтня 2000  | Чіампіно, Італія              | Ґрунт    | Асіміна Каплані | Adriana Burz Андрея Ехрітт-Ванк       | 2–4, 5–4(5), 2–4, 1–4 |
| Перемога  | 3.   | 20 травня 2001  | Тель-Авів 1, Ізраїль          | Тверде   | Ірина Корнієнко | Евгенія Абловатчі Євгенія Савранська  | 6–2, 6–4              |
| Перемога  | 4.   | 27 травня 2001  | Тель-Авів 2, Ізраїль          | Тверде   | Ірина Корнієнко | Емілі Г'юсон Natasha van der Merwe    | w/o                   |
| Поразка   | 3.   | 5 серпня 2001   | Стамбул, Туреччина            | Тверде   | Еваґелія Руссі  | Марія Кондратьєва Svetlana Mossiakova | 2–6, 5–7              |
| Поразка   | 4.   | 26 серпня 2001  | Волос (місто), Греція         | Килим    | Асіміна Каплані | Радослава Топалова Virginia Trifonova | 2–6, 6–4, 5–7         |
| Перемога  | 5.   | 30 вересня 2001 | Касторія, Греція              | Ґрунт    | Асіміна Каплані | Іпек Шенолу Биляна Павлова-Димитрова  | 6–3, 7–5              |
| Поразка   | 5.   | 28 липня 2002   | Алжир (місто), Алжир          | Ґрунт    | Асіміна Каплані | Рушмі Чакравартхі Хрістіна Захаріду   | 2–6, 2–6              |
| Поразка   | 6.   | 11 серпня 2002  | Бат (Англія), Велика Британія | Тверде   | Асіміна Каплані | Саманта Стосур Сара Стоун             | 4–6, 1–6              |